# فربيون سقطري
فربيون سقطري (الاسم العلمي: Euphorbia socotrana) هو نوع من النباتات يتبع جنس الفربيون من الفصيلة الفربيونية.